# Liste der Kulturdenkmäler in Worms
In der Liste der Kulturdenkmäler in Worms sind alle Kulturdenkmäler der rheinland-pfälzischen Stadt Worms aufgeführt. Grundlage ist die Denkmalliste des Landes Rheinland-Pfalz (Stand: 5. Oktober 2009).
Die Liste ist nach Stadtteilen sortiert.

## Teillisten

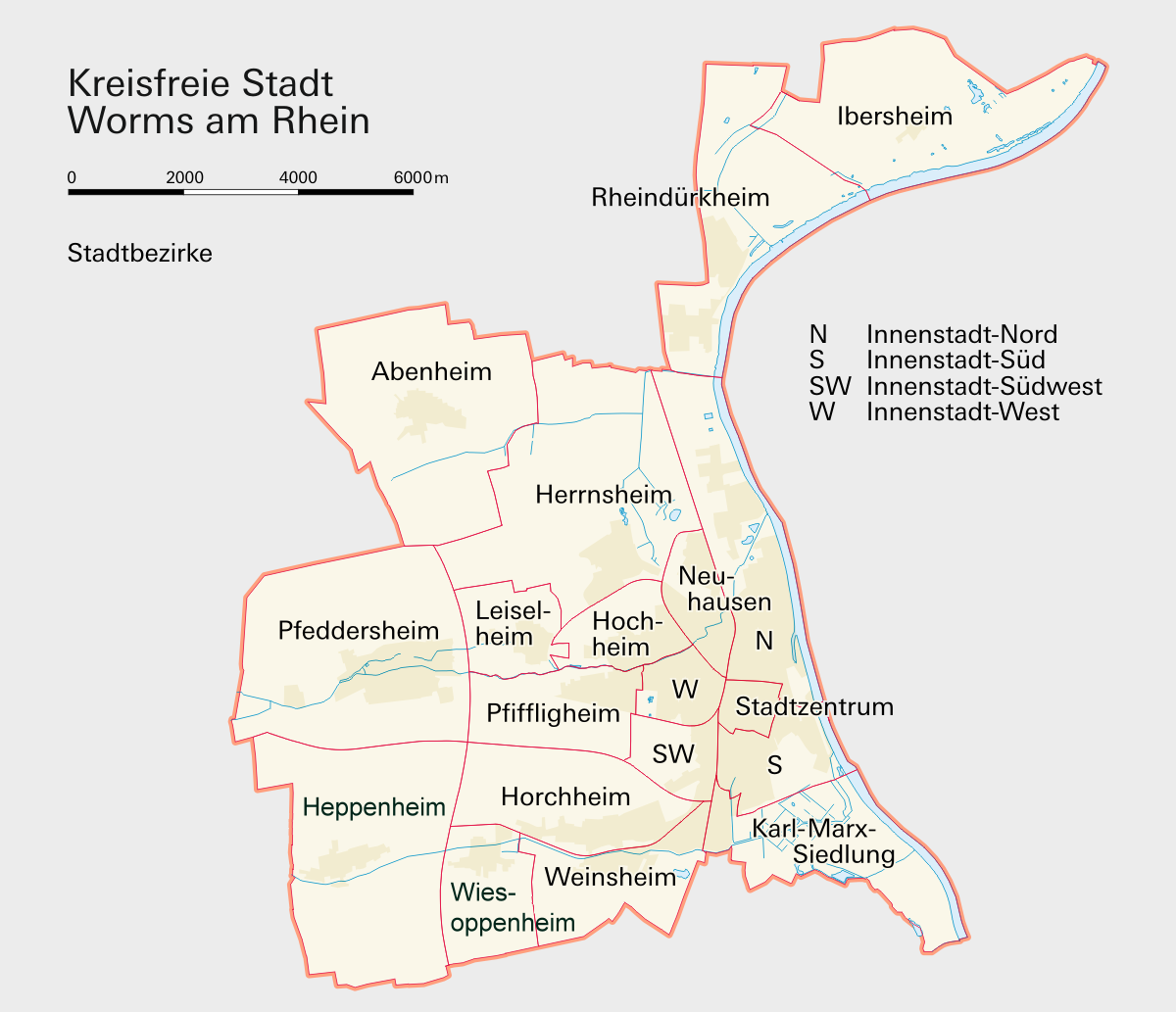
Stadtgliederung von Worms

- Liste der Kulturdenkmäler in Worms-Kernstadt (Stadtteile Stadtzentrum, Innenstadt Nord, Innenstadt Süd, Innenstadt Südwest, Innenstadt West und Karl-Marx-Siedlung)
- Liste der Kulturdenkmäler in Worms-Abenheim
- Liste der Kulturdenkmäler in Worms-Heppenheim
- Liste der Kulturdenkmäler in Worms-Herrnsheim
- Liste der Kulturdenkmäler in Worms-Hochheim
- Liste der Kulturdenkmäler in Worms-Horchheim
- Liste der Kulturdenkmäler in Worms-Ibersheim
- Liste der Kulturdenkmäler in Worms-Leiselheim
- Liste der Kulturdenkmäler in Worms-Neuhausen
- Liste der Kulturdenkmäler in Worms-Pfeddersheim
- Liste der Kulturdenkmäler in Worms-Pfiffligheim
- Liste der Kulturdenkmäler in Worms-Rheindürkheim
- Liste der Kulturdenkmäler in Worms-Weinsheim
- Liste der Kulturdenkmäler in Worms-Wiesoppenheim